# Karl-Heinz Warnholz

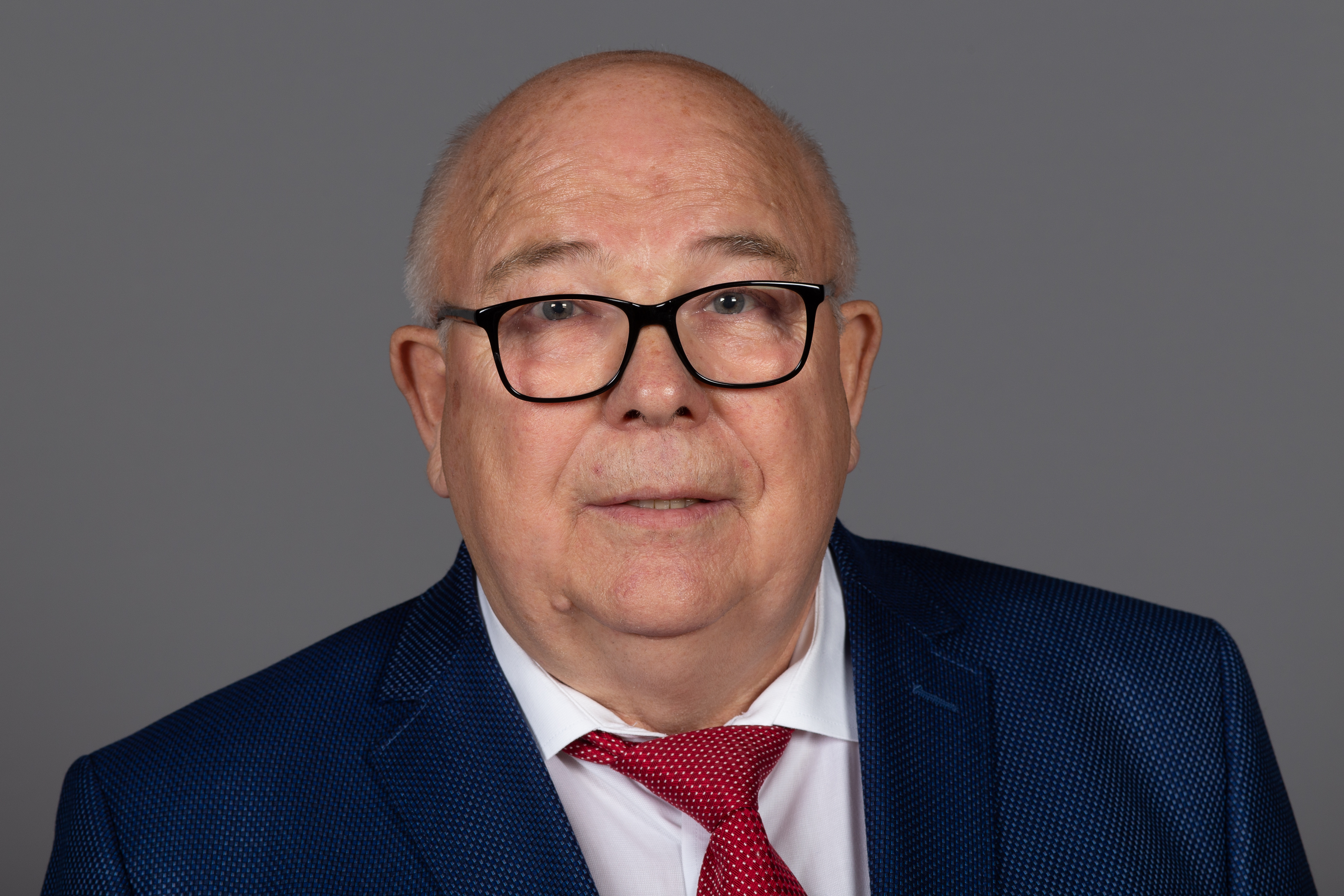
Karl-Heinz Warnholz 2018

Karl-Heinz Warnholz (* 24. April 1944 in Geesthacht) ist ein Hamburger Politiker der CDU.

## Leben und Politik
Karl-Heinz Warnholz ist gelernter Bautechniker und trat 1964 in die Bundeswehr als Berufssoldat ein. 1994 beendete er seine Arbeit dort und begann im selben Jahr mit der Geschäftsführung seiner Immobilienfirma, was er bis heute fortsetzt.
Karl-Heinz Warnholz ist Vorsitzender der CDU im Ortsverband Hamburg-Rahlstedt und Mitglied des Landesvorstandes in der Hansestadt. Von 1986 bis 1997 war er Abgeordneter in der Bezirksversammlung Wandsbek.
Seit Frühjahr 2008 ist er stellvertretender Kreisvorsitzender der CDU im Kreisverband Hamburg-Wandsbek. Seit dem 8. Oktober 1997 ist er gewähltes Mitglied der Hamburgischen Bürgerschaft. Dort ist er Mitglied im Fraktionsvorstand der CDU-Bürgerschaftsfraktion und für seine Fraktion als einfaches Mitglied im Umweltausschuss und als Vorsitzender im Innenausschuss. Des Weiteren ist er in den Kontrollgremien Verfassungsschutz, Wohnraumüberwachung sowie Brief-, Post- und Fernmeldegeheimnis tätig. Er ist Fachsprecher für Inneres. Seine Schwerpunkte in diesem Bereich sind Bundeswehr, Bundespolizei (ehemals BGS), Zoll und Technisches Hilfswerk (THW).
2001 stellte sich Warnholz gegen den Verkauf der Roten Flora. In der Nacht vom 26. auf den 27. April 2001 wurde auf sein Haus ein Anschlag mit Steinen verübt.
Im Mai 2007 und Juli 2009 fanden erneut Angriffe auf sein Haus statt. Zur Bürgerschaftswahl 2020 trat er nicht erneut an.